# Panthéon royal des Bragance
Le Panthéon royal de la dynastie de Bragance se situe dans le monastère Saint-Vincent hors-les-murs (São Vincente da fora en Portugais) à Lisbonne. Il accueille les dépouilles de 59 membres de la deuxième maison de Bragance qui a régné sur le Portugal de 1640 à 1910.
C'est l'ancien réfectoire des moines, à côté du cloître du monastère, qui a été transformé après le règne de Jean IV en Panthéon royal pour la dynastie de Bragance.

## Personnes inhumées

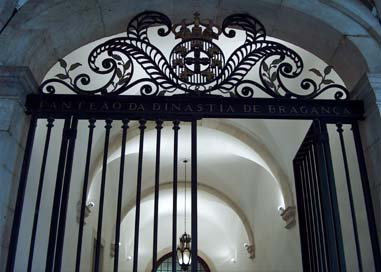
Porte d'entrée du Panthéon.

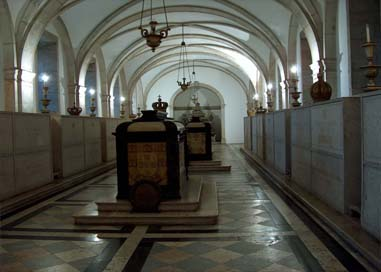
Intérieur du Panthéon royal des Bragance.

1. Jean IV de Portugal, roi de Portugal (18 mars 1604 – 6 novembre 1656) -  (fils de Théodose II de Bragance)
2. Louise-Françoise de Guzmán, reine de Portugal (13 octobre 1613 – 27 février 1666) -  (épouse de Jean IV de Portugal)
3. Infant Théodose de Portugal (8 février 1634 – 15 mai 1653) -  (fils de Jean IV de Portugal)
4. Infante Anne (21 janvier 1635 – 21 janvier 1635) -  (fille de Jean IV de Portugal)
5. Infante Jeanne (18 septembre 1636 – 17 novembre 1653) -  (fille de Jean IV de Portugal)
6. Infante Catherine de Bragance, reine d'Angleterre et d'Écosse (25 novembre 1638 – 31 décembre 1705) -  (fille de Jean IV de Portugal)
7. Alphonse VI de Portugal, roi de Portugal (21 août 1643 – 12 septembre 1683) -  (fils de Jean IV de Portugal)
8. Marie-Françoise-Élisabeth de Savoie-Nemours, reine de Portugal (21 juin 1646 – 27 décembre 1683) - (épouse de Alphonse VI de Portugal puis de Pierre II de Portugal)
9. Pierre II de Portugal, roi de Portugal (26 avril 1648 – 9 décembre 1706) -  (fils de Jean IV de Portugal)
10. Marie-Sophie de Neubourg, reine de Portugal (6 août 1666 - 4 août 1699) - (2e épouse de Pierre II de Portugal)
11. Infante Isabelle-Louise (6 janvier 1669 – 21 octobre 1690) -  (fille de Pierre II de Portugal)
12. Infant Jean (30 août 1688 – 17 septembre 1688) -  (fils de Pierre II de Portugal)
13. Infant François (25 mai 1691 – 21 juillet 1742) -  (fils de Pierre II de Portugal)
14. Infante Françoise (30 janvier 1694 – 1694) -  (fille de Pierre II de Portugal)
15. Infant Antoine-François (15 mars 1695 - 20 octobre 1757) -  (fils de Pierre II de Portugal)
16. Infante Thérèse (24 février 1696 – 16 février 1704) -  (fille de Pierre II de Portugal)
17. Infant Manuel-François (3 août 1697 – 3 août 1766) -  (fils de Pierre II de Portugal)
18. Infante Françoise-Josèphe (30 janvier 1699 – 15 juillet 1766) -  (fille de Pierre II de Portugal)
19. Jean V de Portugal, roi de Portugal (22 octobre 1689 – 31 juillet 1750) -  (fils de Pierre II de Portugal)
20. Marie-Anne d'Autriche, reine de Portugal (7 septembre 1683 - 14 août 1754) - (épouse de Jean V de Portugal)
21. Infant Pierre (29 octobre 1712 – 19 octobre 1714) -  (fils de Jean V de Portugal)
22. Infant Charles (2 mai 1716 – 30 mars 1736) -  (fils de Jean V de Portugal)
23. José de Bragance (8 septembre 1720 – 31 juillet 1801) - (fils illégitime de Jean V de Portugal)
24. Infant Alexandre (24 septembre 1723 – 2 août 1728) -  (fils de Jean V de Portugal)
25. Joseph Ier de Portugal, roi de Portugal (6 juin 1714 – 24 février 1777) -  (fils de Jean V de Portugal)
26. Marie-Anne-Victoire d'Espagne, reine de Portugal ((31 mars 1718 - 15 janvier 1781) -  (épouse de Joseph Ier de Portugal)
27. Infante Marie-Anne-Françoise (7 octobre 1736 – 26 mai 1813) -  (fille de Joseph Ier de Portugal)
28. Infante Marie-Dorothée (21 septembre 1739 – 14 janvier 1771) -  (fille de Joseph Ier de Portugal)
29. Infante Bénédicte (25 juillet 1746 – 18 août 1829) -  (fille de Joseph Ier de Portugal et épouse de Joseph, prince du Brésil)
30. Pierre III de Portugal, roi de Portugal (5 juillet 1717 – 25 mai 1786) -  (fils de Jean V de Portugal)
31. Infant Joseph (20 août 1761 – 11 septembre 1788) -  (fils de Pierre III de Portugal et Marie Ire de Portugal)
32. Infant Jean (16 septembre 1763 – 10 octobre 1763) -  (fils de Pierre III de Portugal et Marie Ire de Portugal)
33. Infante Marie-Clémentine (9 juin 1774 – 27 juin 1776) -  (fille de Pierre III de Portugal et Marie Ire de Portugal)
34. Infante Marie-Isabelle (22 décembre 1776 – 14 janvier 1777) -  (fille de Pierre III de Portugal et Marie Ire de Portugal)
35. Jean VI de Portugal, roi de Portugal (13 mai 1767 – 10 mars 1826) -  (fils de Pierre III de Portugal et Marie Ire de Portugal)
36. Charlotte-Joachime d'Espagne, reine du Portugal (25 avril 1775 – 7 janvier 1830) -  (épouse de Jean VI de Portugal)
37. Infant Antoine de Beja (21 mars 1795 – 11 juin 1801) -  (fils de Jean VI de Portugal)
38. Infante Isabelle-Marie (4 juillet 1801 – 22 avril 1876) -  (fille de Jean VI de Portugal)
39. Infante Marie Assomption (25 juin 1805 – 7 janvier 1834) -  (fille de Jean VI de Portugal)
40. Marie II de Portugal, reine de Portugal (4 avril 1819 – 15 novembre 1853) -  (fille de Pierre Ier du Brésil)
41. Auguste de Leuchtenberg (9 décembre 1810 – 28 mars 1835) (1er époux de Marie II de Portugal)
42. Ferdinand II de Portugal, roi de Portugal (29 octobre 1816 – 15 décembre 1885)  (2e époux de Marie II de Portugal)
43. Infante Marie (4 octobre 1840 – 4 octobre 1840) -  (fille de Marie II de Portugal et Ferdinand II de Portugal)
44. Infant Jean (16 mars 1842 – 27 décembre 1861) -  (fils de Marie II de Portugal et Ferdinand II de Portugal)
45. Infant Ferdinand (23 juillet 1846 - 6 novembre 1861) -  (fils de Marie II de Portugal et Ferdinand II de Portugal)
46. Infant Auguste (4 novembre 1847 – 26 septembre 1889) -  (fils de Marie II de Portugal et Ferdinand II de Portugal)
47. Infant Léopold (7 mai 1849 – 7 mai 1849) -  (fils de Marie II de Portugal et Ferdinand II de Portugal)
48. Infante Maria da Glória (3 février 1851 – 3 février 1851) -  (fille de Marie II de Portugal et Ferdinand II de Portugal)
49. Infant Eugène (15 novembre 1853 – 15 novembre 1853) -  (fils de Marie II de Portugal et Ferdinand II de Portugal)
50. Michel Ier de Portugal, roi de Portugal (26 octobre 1802 – 14 novembre 1866)[1] -  (fils de Jean VI de Portugal)
51. Adélaïde de Löwenstein-Wertheim-Rosenberg (3 avril 1831 – 16 décembre 1909) -  (épouse de Michel Ier de Portugal)
52. Pierre V de Portugal, roi de Portugal (16 septembre 1837 – 11 novembre 1861) -  (fils de Marie II de Portugal et Ferdinand II de Portugal)
53. Stéphanie de Hohenzollern-Sigmaringen, reine de Portugal (15 juillet 1837 – 17 juillet 1859) -  (épouse de Pierre V de Portugal)
54. Louis Ier de Portugal, roi de Portugal (31 octobre 1838 – 19 octobre 1889) -  (fils de Marie II de Portugal et Ferdinand II de Portugal)
55. Infant Alphonse de Portugal (31 juillet 1865 – 21 février 1920) -  (fils de Louis Ier de Portugal)
56. Un infant sans prénom (27 novembre 1866 – 27 novembre 1866) -  (fils de Louis Ier de Portugal)
57. Charles Ier de Portugal, roi de Portugal (28 septembre 1863 – 1er février 1908) -  (fils de Louis Ier de Portugal)
58. Amélie d'Orléans, reine de Portugal (28 septembre 1865 – 25 octobre 1951) -  (épouse de Charles Ier de Portugal)
59. Louis-Philippe de Bragance, prince héritier (21 mars 1887 – 1er février 1908) -  (fils de Charles Ier de Portugal)
60. Infante Marie Anne (14 décembre 1887 – 14 décembre 1887) -  (fille de Charles Ier de Portugal)
61. Manuel II de Portugal, roi de Portugal (15 novembre 1889 – 2 juillet 1932) -  (fils de Charles Ier de Portugal)

## Personnes transférées dans un autre lieu d'inhumation
1. Pierre Ier du Brésil, roi du Portugal, empereur du Brésil (12 octobre 1798 – 24 septembre 1834)[2]
2. Amélie de Leuchtenberg, impératrice du Brésil (31 juillet 1812 – 26 janvier 1873)[3] -  (seconde épouse de Pierre Ier du Brésil)